# 荒田尾赤麻呂
荒田尾 赤麻呂（あらたお の あかまろ）は、飛鳥時代の人物。姓は直。672年の壬申の乱の際、大海人皇子（天武天皇）側について戦い、倭京に盾を並べて敵を迎え、退けた。

## 出自
荒田尾氏（荒田尾直）は東漢氏（東漢直）の一族である渡来系氏族。東漢志努の後裔とされる。

## 経歴
壬申の年（672年）の6月29日、大伴吹負は倭（大和国）で大海人皇子側に立って挙兵し、倭京とそこに集結していた軍勢を得た。ここにいう倭京、以下の古京とは、飛鳥のことで、当時の都だった近江大津宮と対置してこのような言い方をされる。吹負の軍は北上して7月3日に及楽山（奈良にある山）に駐屯した。このとき赤麻呂は、「古京は本営のある場所で、固く守るべきだ」と吹負に進言した。吹負はこの言葉に従い、ただちに赤麻呂と忌部子人を派遣して古京を守らせた。赤麻呂らは古京に戻り、道路の橋板を取り外して盾を作り、京の端の交差点に立てて守った。
翌4日、大野果安の率いる軍との戦いで、吹負の軍は敗れて散り散りになった。果安は追撃して八口に至り、高所から京を眺めて街路に盾があることを見てとった。果安は伏兵を疑って引き返し、倭京は攻撃を免れた。
荒田尾赤麻呂について他の記録はない。